# Deontay Wilder
Deontay Leshun Wilder (* 22. října 1985 Tuscaloosa) je americký boxer, který měří 201 cm a soutěží v těžké váze.
Narodil se v rodině černošských kazatelů v Alabamě. Má čtyři sourozence, mladší bratr Marsellos Wilder je také profesionálním boxerem. Na střední škole se věnoval basketbalu a americkému fotbalu, box začal provozovat na vrcholové úrovni až ve dvaceti letech. V roce 2007 se stal amatérským mistrem USA a kvalifikoval se na mistrovství světa v boxu 2007, kde vypadl v prvním kole s Polákem Krzysztofem Zimnochem. Nastoupil za USA také v mezinárodních utkáních proti Rusku a Dominikánské republice. Na Letních olympijských hrách 2008 získal bronzovou medaili, když ho v semifinále porazil italský reprezentant Clemente Russo. Díky tomuto výsledku se mu začalo říkat The Bronze Bomber podle přezdívky Joe Louise  The Brown Bomber.
K prvnímu profesionálnímu zápasu nastoupil Wilder v listopadu 2008 a porazil Ethana Coxe technickým knockoutem. Celkově vybojoval 48 profesionálních utkání a 43 z nich vyhrál. Vyniká mimořádně silným úderem a je rekordmanem profesionálního boxu, když 97,67 % svých vítězství dosáhl K.O., z toho 48 % již v prvním kole Po vítězství nad Bermanem Stivernem se stal v roce 2015 mistrem světa organizace World Boxing Council a vrátil tak do USA titul v těžké váze po osmileté přestávce. Titul obhájil proti osmi vyzyvatelům a přišel o něj až v roce 2020, když ho porazil Tyson Fury. O rok později se konala odveta, kterou opět vyhrál Fury.
Deontay Wilder je otcem osmi dětí se čtyřmi ženami. Vystupoval v televizních show The Traitora a WAGS Atlanta. V rodném městě Tuscaloosa byla v roce 2022 odhalena jeho socha. 